# Ex facto oritur ius
Ex facto oritur ius es un aforismo latino, cuya traducción en español sería "del hecho nace el derecho", que viene a significar que, para el mundo del derecho, las obligaciones y los derechos subjetivos surgen cuando se produce un determinado hecho, al que el ordenamiento jurídico considera relevante y adecuado. Tal hecho pasa así a denominarse hecho jurídico, en contraposición a los hechos a los que el ordenamiento no atribuye relevancia jurídica.
Cabe destacar que el hecho jurídico reconocido por el ordenamiento no es necesariamente una conducta humana voluntaria, sino que el hecho generador podrá provenir de la naturaleza, siendo una situación totalmente ajena a la voluntad de cualquier hombre.